# Georg Heinrich Stichel
Georg Heinrich Stichel (* 1825 in Neuenhaßlau (Main-Kinzig-Kreis); † 15. Oktober 1905 ebenda) war ein deutscher Kommunalpolitiker und Abgeordneter des Provinziallandtages der preußischen Provinz Hessen-Nassau.

## Leben
Georg Heinrich Stichel war der Sohn des Bürgermeisters Heinrich Stichel und dessen Ehefrau Wilhelmine Herchenröder. In seinem Heimatort, einem Ortsteil der Gemeinde Hasselroth, war er in den Jahren von 1852 bis 1902 Bürgermeister. Wegen seiner burschikosen Art führte er den Spitznamen „Der alte Gauner“.
Im Jahre 1875 erhielt er ein Mandat für den Kurhessischen Kommunallandtag des preußischen Regierungsbezirks Kassel, aus dessen Mitte er zum Abgeordneten des Provinziallandtages der Provinz Hessen-Nassau bestimmt wurde. Kraft seines Amtes als Bürgermeister war er einer der Vertreter aus dem Stande der Landgemeinden der Landkreise Gelnhausen und Schlüchtern.
Er blieb zum Jahre 1886 in den Parlamenten und war hier in verschiedenen Ausschüssen tätig. 